# مكتبة شاطئ ريدوندو العامة
مكتبة شاطئ ريدوندو العامة، القديمة عبارة عن مبنى صغير للأشغال العامة على طراز البعثة الإسبانية يقع في شاطئ ريدوندو، كاليفورنيا. تم بناؤه في القرن 1930 من قبل لوفيل بيرس بيمبرتون ويقع بجوار رصيف شاطئ ريدوندو، وهو معلم سياحي شهير في منطقة لوس انجلوس الكبرى. يواجه المدخل الرئيسي للمبنى الشرق، بإتجاه منتزه كبير وممتد. مليء بنصب تذكاري وملعب للمحاربين القدامى. يواجه الجزء الخلفي من المبنى المحيط الهادئ ويوفر مقاعد للسائحين للاستمتاع بالمنظر. تم افتتاح المكتبة الجديدة عام 1995.